# 埃利阿斯索普林瓦爾加斯區
5°59′34″S 77°17′01″W / 5.9929°S 77.2836°W
埃利阿斯索普林瓦爾加斯區（西班牙語：Distrito de Elías Soplín Vargas），是秘魯的一個區，位於該國中北部聖馬丁大區的里奧哈省，始建於1984年12月26日，面積481.1平方公里，海拔高度875米，2005年人口5,571，人口密度每平方公里12人。